# 奥兰普·德古热广场

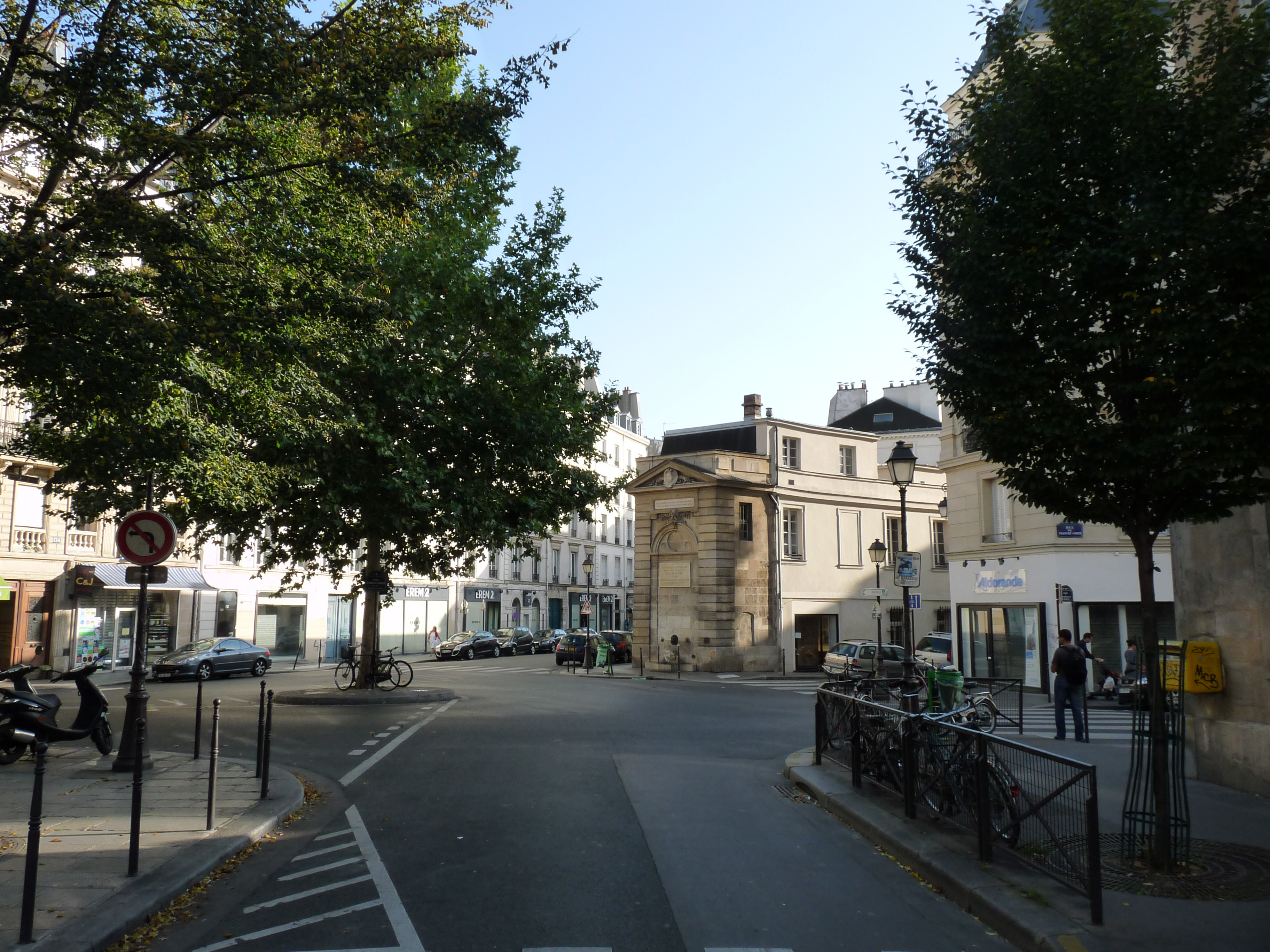

奥兰普·德古热广场（Place Olympe-de-Gouges）是巴黎第三区的一个广场，位于Rue Béranger、Rue de Franche-Comté、Rue Charlot、Rue de Turenne的十字路口。

## 交通

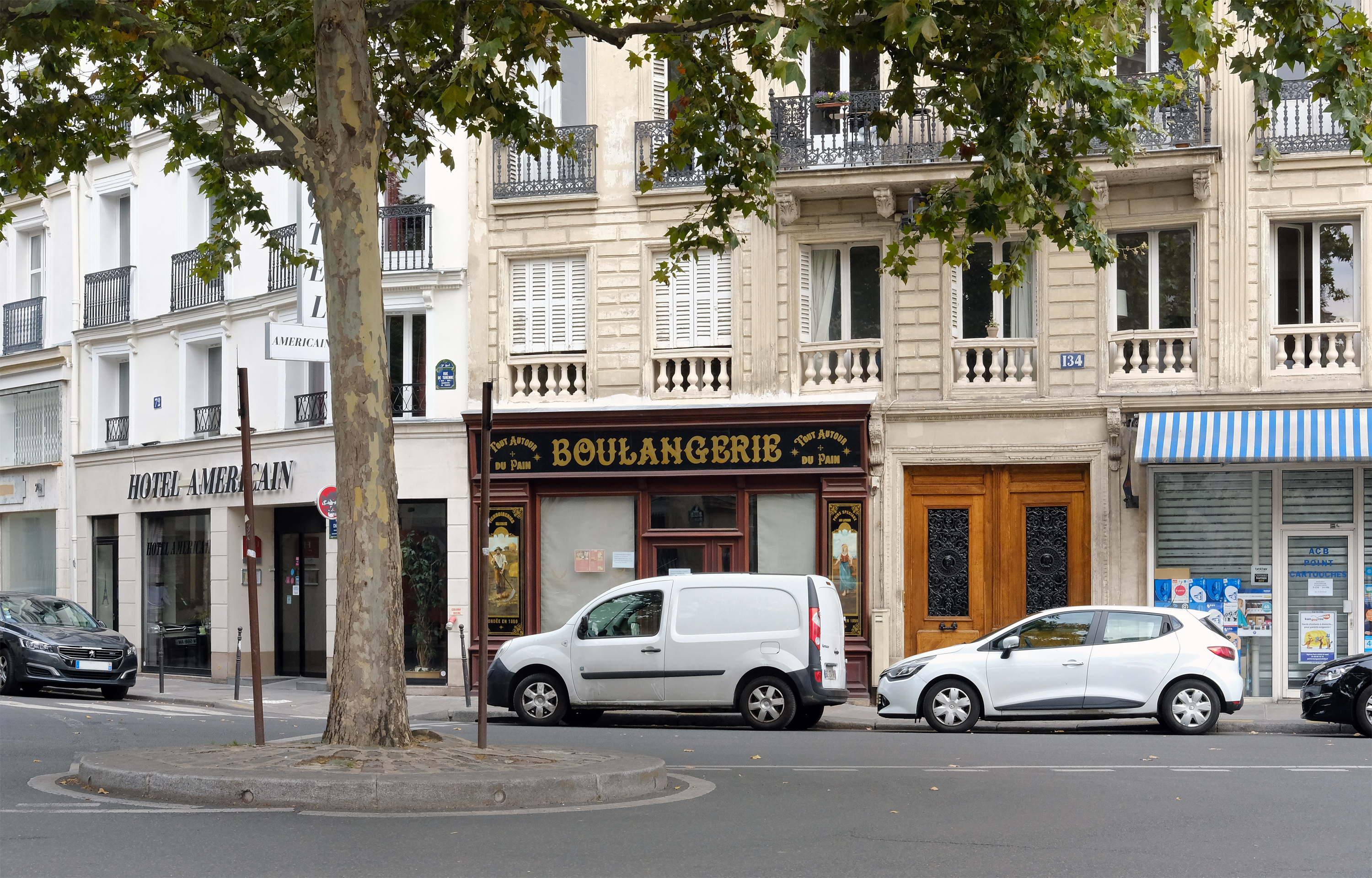

附近的地铁站是共和站（République）。

## 名称
广场得名于法国女权主义者奥兰普·德古热 (1748 –1793)。

## 历史
广场命名于2003年9月18日，2004年3月6日挂牌。

## 建筑
fontaine Boucherat